# Ulrich Wilhelm

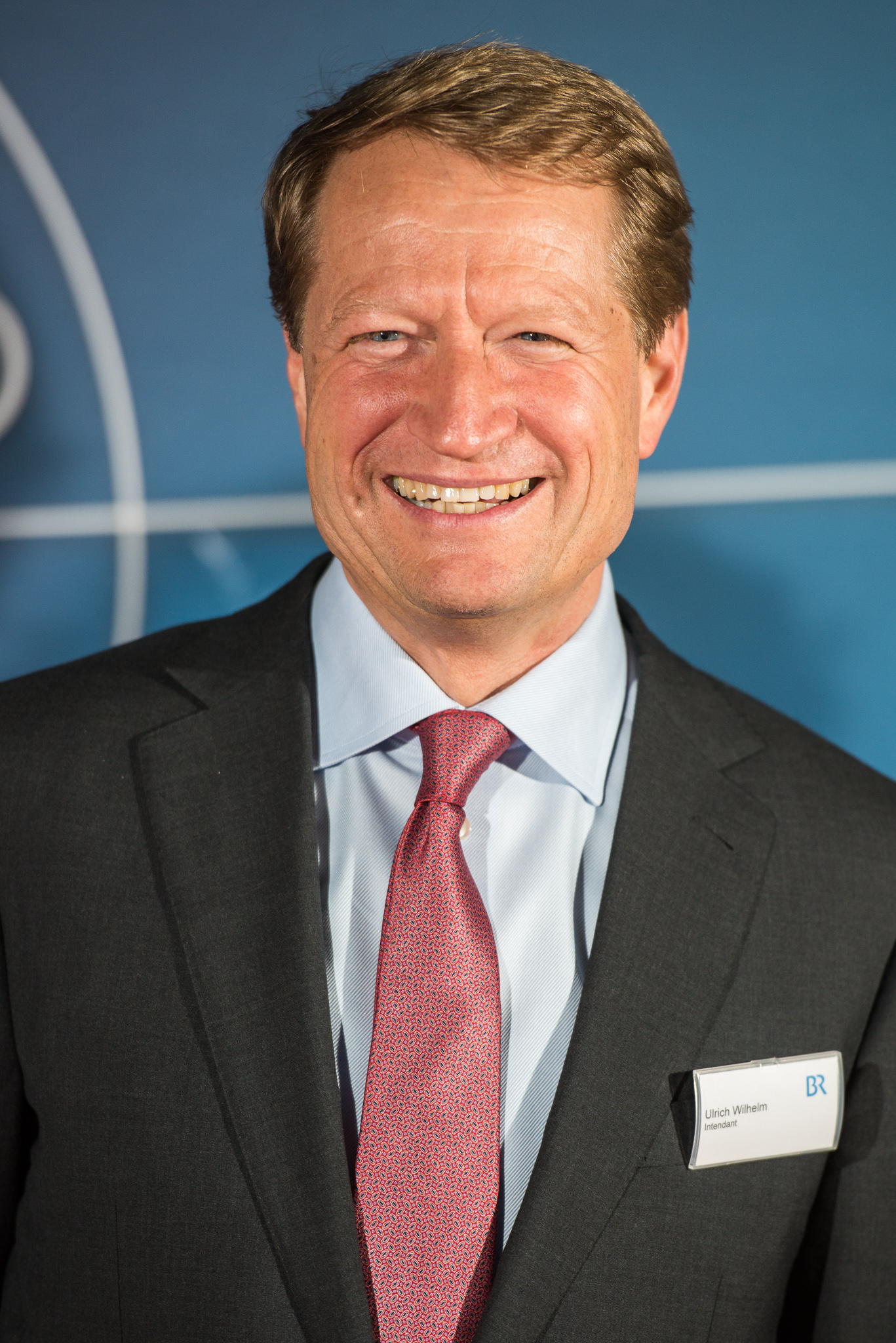
Ulrich Wilhelm (2017)

Ulrich Wilhelm (* 8. Juli 1961 in München) ist ein deutscher Jurist und Journalist. Vom 1. Februar 2011 bis 31. Januar 2021 war Wilhelm Intendant des Bayerischen Rundfunks. Von 2005 bis 2010 war er Chef des Bundespresseamts und Regierungssprecher der Bundesregierung für das Kabinett Merkel I und Merkel II. Vom 1. Januar 2018 bis 31. Dezember 2019 fungierte Wilhelm als Vorsitzender der ARD. Seit dem 1. August 2022 ist Wilhelm Vorsitzender des Kuratoriums und Mitgeschäftsführer der FAZIT-Stiftung, die die Mehrheit der Anteile an der Frankfurter Allgemeinen Zeitung hält.

## Herkunft und Ausbildung
Ulrich Wilhelm wuchs in München auf und besuchte in München zwischen 1967 und 1980 die Grundschule und das Ludwigsgymnasium. Sein Vater Paul Wilhelm
war 33 Jahre lang CSU-Landtagsabgeordneter in München und zeitweise Staatssekretär in der Bayerischen Staatsregierung. Seine Mutter war Richterin. Von 1980 bis 1981 leistete Wilhelm seinen Grundwehrdienst ab. Von 1982 bis 1986 studierte er Rechtswissenschaften an den Universitäten Passau (zwei Semester) und München (sechs Semester) und schloss das Studium mit dem Ersten Juristischen Staatsexamen ab. Parallel dazu besuchte er von 1981 bis 1983 die Deutsche Journalistenschule in München, die er mit dem Redakteursdiplom abschloss. Von 1987 bis 1990 arbeitete er als Referendar, u. a. als Congressional Fellow beim US Congress in Washington D.C. und beendete seine Referendarzeit mit dem Abschluss des Zweiten Juristischen Staatsexamens. Während seines Studiums der Rechtswissenschaften und seiner Referendarzeit (1983–1990) arbeitete Wilhelm als freier Journalist u. a. für Hörfunk- und Fernsehsendungen des Bayerischen Rundfunks.

## Berufliche Laufbahn

### Bayerischer Staatsdienst
1991 trat Ulrich Wilhelm in den Staatsdienst ein, zunächst im Bayerischen Innenministerium, wo er in der Kommunalaufsicht tätig war, später im Pressereferat. Im Juni 1993 – kurz nach der Wahl von Edmund Stoiber zum Bayerischen Ministerpräsidenten – wechselte Wilhelm in die Bayerische Staatskanzlei. Von Januar 1995 bis Ende 1998 war er dort verantwortlich für die Presse- und Öffentlichkeitsarbeit. 1999 wurde er Pressesprecher des Ministerpräsidenten und der Bayerischen Staatsregierung. In der Staatskanzlei leitete Wilhelm in dieser Zeit die Medienabteilung, in der neben den klassischen Referaten Rundfunkrecht und Medienrecht auch die Filmförderung, das Verlagswesen, der Fernsehpreis und der Filmpreis angesiedelt waren. 2004 wurde Wilhelm Amtschef des Bayerischen Staatsministeriums für Wissenschaft, Forschung und Kunst unter Staatsminister Thomas Goppel.

### Bundesregierung
Nach der Bundestagswahl 2005 holte Angela Merkel Wilhelm als Chef des Presse- und Informationsamtes der Bundesregierung sowie Regierungssprecher im Rang eines (beamteten) Staatssekretärs nach Berlin. Dort erwarb er sich von  allen Seiten hohes Ansehen. Kurt Kister, von 2011 bis 2020 Chefredakteur der Süddeutschen Zeitung, vergleicht Wilhelms Wirken an der Seite von  Angela Merkel mit dem von Klaus Bölling, der unter Helmut Schmidt Regierungssprecher war: „Beide sprachen nicht nur über Politik, sondern trugen, weil sie das Vertrauen des Chefs beziehungsweise der Chefin genossen, zu ihrer Gestaltung bei.“

### Bayerischer Rundfunk
2010 bewarb sich Ulrich Wilhelm um den Posten des Intendanten des Bayerischen Rundfunks. Am 6. Mai 2010 wählte ihn der BR-Rundfunkrat mit 40 von 44 Stimmen für die Dauer von fünf Jahren zum Chef der viertgrößten ARD-Anstalt. Seine Regierungsämter legte Wilhelm Ende Juli 2010 nieder und trat das Amt als Intendant ein halbes Jahr später an. Der Wechsel von der Regierungstätigkeit an die Spitze einer öffentlich-rechtlichen Anstalt wurde in den Medien heftig kritisiert: Dieser sei „einzigartig und dreist“, sowie „ein falsches Zeichen, [das] Vorbehalte gegen die Öffentlich-Rechtlichen [stärkt]“.
Bei seiner Wiederwahl am 19. März 2015 erhielt Wilhelm 33 Stimmen, fünf Mitglieder des Rundfunkrats stimmten gegen ihn, zwei enthielten sich. Die zweite Amtszeit, die sich nahtlos an die erste anschloss und somit am 1. Februar 2016 begann, betrug fünf Jahre und endete am 31. Januar 2021.
Im Juli 2020 kündigte er an, nicht für eine weitere Amtszeit als Intendant des Bayerischen Rundfunks kandidieren zu wollen. Zu seinem Abschied titelte die Süddeutsche Zeitung: „Für Stoiber und Merkel war er mehr als nur der Sprecher, im Bayerischen Rundfunk dann endgültig Durchsetzer statt Diener“ und „Jedenfalls hat kein Intendant den BR mehr verändert als Ulrich Wilhelm“. Am 22. Oktober 2020 wählte der Rundfunkrat des Bayerischen Rundfunks Katja Wildermuth zur neuen Intendantin.

## Ehrungen und Nebenämter
2013 wurde Ulrich Wilhelm mit dem Bayerischen Verdienstorden und dem „Tutzinger Löwen“ ausgezeichnet. Dieser steht für „Toleranz und Weltoffenheit und für visionären Gestaltungswillen“. Die „Pionierleistung“ Wilhelms sei, den ersten großen Sender der ARD auf Trimedialität umzustellen, sagte der Direktor der Evangelischen Akademie Tutzing Udo Hahn in seiner Laudatio.
In der Europäischen Rundfunkunion (EBU) vertrat Wilhelm ARD und ZDF im höchsten Entscheidungsgremium, dem Executive Board.
Seit 2011 ist Wilhelm nebenamtlicher Abteilungsleiter der Abteilung III / Regie Kino- und Fernsehfilm an der HFF München. Wilhelm ist außerdem Mitglied des Hochschulrats der Technischen Universität München und Mitglied im Senat der Max-Planck-Gesellschaft. Seit November 2011 ist er zudem Vorstandsmitglied beim MedienCampus Bayern.
Er ist zudem Mitglied im Lenkungsausschuss des deutsch-russischen Petersburger Dialogs und gehört zu den Initiatoren der Charta der Digitalen Grundrechte der Europäischen Union, die Ende November 2016 veröffentlicht wurde.
Weiter ist Wilhelm Mitglied der Kuratorien der Eberhard-von-Kuenheim-Stiftung der BMW AG und der Roland-Berger-Stiftung.
2016 wurde Wilhelm mit dem Hildegard-von-Bingen-Preis für Publizistik ausgezeichnet.
Im Juni 2021 wurde Ulrich Wilhelm nach seinem Ausscheiden als Intendant des Bayerischen Rundfunks in den Aufsichtsrat der gemeinnützigen FAZIT-Stiftung gewählt, die die Mehrheit der Anteile an der Frankfurter Allgemeinen Zeitung hält.  Im August 2022 berief die Gesellschafterversammlung Wilhelm als Nachfolger von Karl Dietrich Seikel zum Vorsitzenden des Stiftungskuratoriums, wo er seither zusammen mit Burkhard Petzold auch als Geschäftsführer der Fazit-Stiftung fungiert.

## Privates
Ulrich Wilhelm hat zwei Kinder aus erster Ehe und ist seit 2014 mit der Tochter des Filmproduzenten und Rechtehändlers Jan Mojto verheiratet.